# Крылков, Игорь Сергеевич
Игорь Сергеевич Крылков (31 марта 1927 — 14 февраля 2019) — советский и российский художник, заслуженный художник РСФСР (1981), главный художник Гознака (1989—2002), один из создателей многих банкнот бывшего СССР с 1947 по 1991 год, художник ряда почтовых марок СССР.

## Биография
На Гознак Игорь Крылков попал 16-летним подростком, в феврале 1944 года. Его наставником был Иван Иванович Дубасов, легендарная личность, главный художник Гознака на тот момент, автор Государственного герба СССР. Дипломной работой Игоря Крылкова стала оборотная сторона рублёвой купюры образца 1947 года (лицевую готовил Иван Иванович Дубасов).
Игорь Крылков — автор идеи серии купюр, находящихся в России на настоящий момент в обороте. Эскиз сторублевой купюры Крылков рисовал сам, используя фотографии театра из Фотохроники ТАСС, а гравюры делал Алексей Тимофеев.

### Работа над почтовыми марками

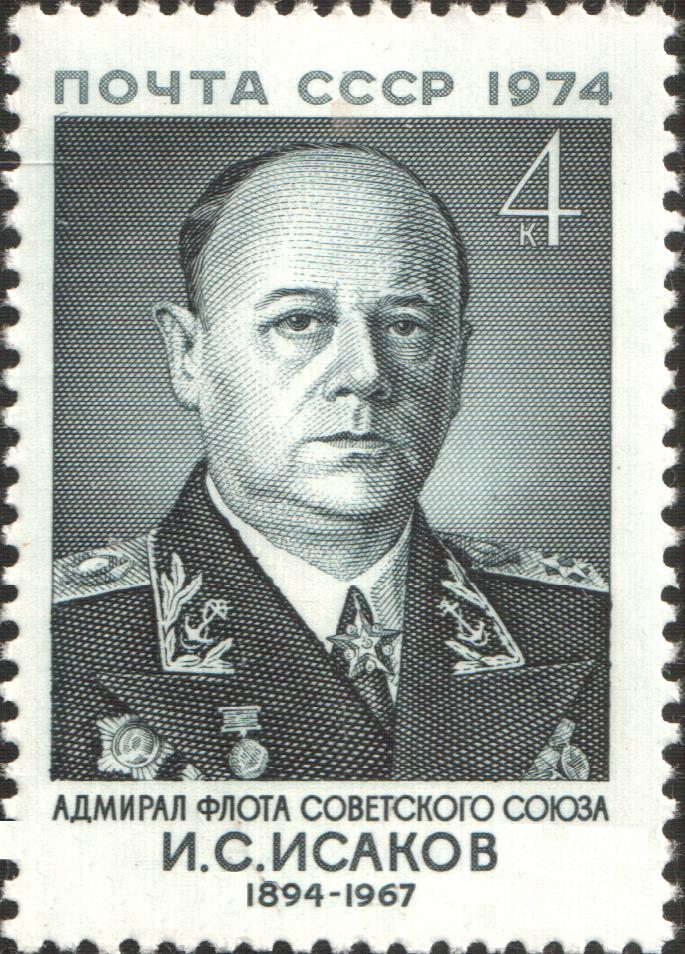
Серия военные деятели. Портрет И.С. Исакова (1894-1967). 1974
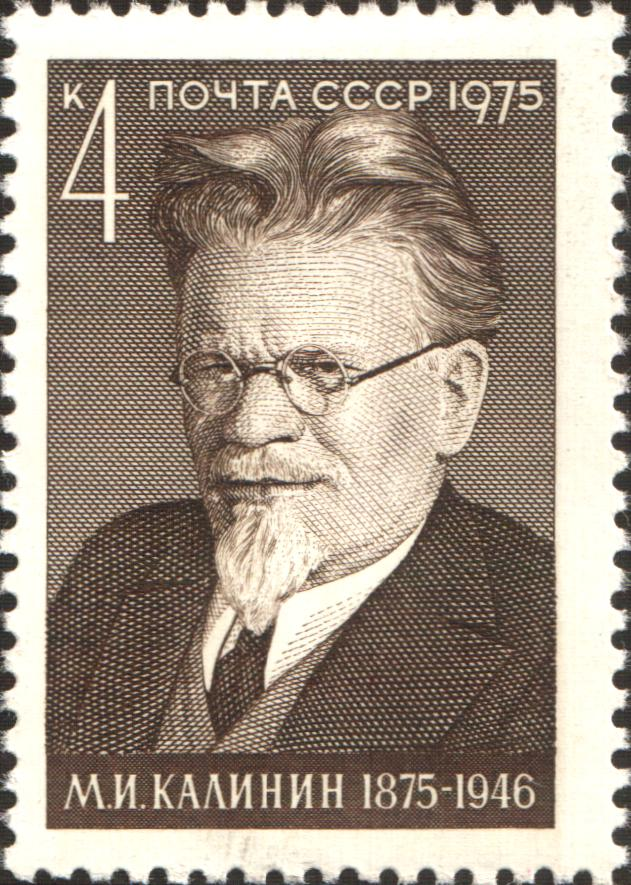
Деятели Коммунистической партии Советского государства. Портрет М.И. Калинина (1875-1946). 1975